# Пикту (графство)
Пикту — графство в канадской провинции Новая Шотландия. Графство является переписным районом и административной единицей провинции.

## География
Графство Пикту расположено в северной части полуострова Новая Шотландия. На западе оно граничит с графством Колчестер, на юге — Гайсборо, а на востоке — Антигониш. На севере графство омывается водами пролива Нортамберленд. Кроме того, территория графства включает небольшой остров Пикту расположенный в 7 км от побережья
.
По территории графства проходит автодороги провинциального значения хайвеи 104 и 106, а также ряд дорог, управляемых графством, основными из которых являются магистрали 4, и 6 и коллекторы 245, 256, 289, 347, 348 и 374. Небольшой населённый пункт Карибу на территории графства является отправной точкой для паромной переправы к Острову Принца Эдуарда.

## История
Долгое время местность носила название Piktook, что на языке микмаков означает взрыв газа. Первые попытки образования графства предпринимались в 1803 году, но не увенчались успехом. Графство Пикту было образовано в 1835 году, когда произошло разделение графства Галифакс на три графства: Галифакс, Пикту и Колчестер. В 1866 году начала работать комиссия по определению границы с графством Гайсборо, которая из-за внутренних разногласий была вынуждена в 1867 году обратится к комиссару колонии (Commissioner of Crown Lands).

## Население
Для нужд статистической службы Канады графство разделено на пять городов, две индейские резервации и три неорганизованные области.
| Название            | Оригинальное название | Статус                   | Площадь  | Население |
| ------------------- | --------------------- | ------------------------ | -------- | --------- |
| Нью-Гласгоу         | New Glasgow           | Город                    | 9,93     | 9 455     |
| Пикту               | Pictou                | Город                    | 7,94     | 3 813     |
| Стеллартон          | Stellarton            | Город                    | 8,99     | 4 717     |
| Трентон             | Trenton               | Город                    | 6,00     | 2 741     |
| Уэствилл            | Westville             | Город                    | 14,39    | 3 805     |
| Меригомиш-Харбор 31 | Merigomish Harbour 31 | Индейская резервация     | 0,23     | 0         |
| Фишерс-Грант 24     | Fisher’s Grant 24     | Индейская резервация     | 0,97     | 429       |
| Округ A             | Pictou, Subd. A       | Неорганизованная область | 770,87   | 6 412     |
| Округ B             | Pictou, Subd. B       | Неорганизованная область | 770,58   | 6 101     |
| Округ C             | Pictou, Subd. C       | Неорганизованная область | 1 255,35 | 9 038     |